# Generalstabsoffizier
Generalstabsoffizier oder Generalstäbler, auch Offizier im Generalstab oder Offizier im Generalstabsdienst, sind Bezeichnungen für Offiziere (kein Dienstgrad) ab dem Dienstgrad Hauptmann, die einen Generalstabslehrgang oder die erforderliche Ausbildung an einer entsprechenden militärischen Bildungseinrichtung, beispielsweise Kriegsakademie oder Generalstabsakademie, erfolgreich abgeschlossen haben. Die betreffenden Personen führen in deutschsprachigen Streitkräften in der Regel zusätzlich zur jeweiligen Dienstgradbezeichnung den Zusatz i. G., beispielsweise Major i. G.; äußeres Kennzeichen ist die Waffenfarbe Karmesinrot der Kragenspiegel sowie der Unterlage und Paspelierung der Schulterstücke. Generalstabsoffiziere werden in herausgehobenen Stabsverwendungen, in der Adjutantur oder auf Dienstposten höherer Truppenkommandeure eingesetzt.

## Geschichte

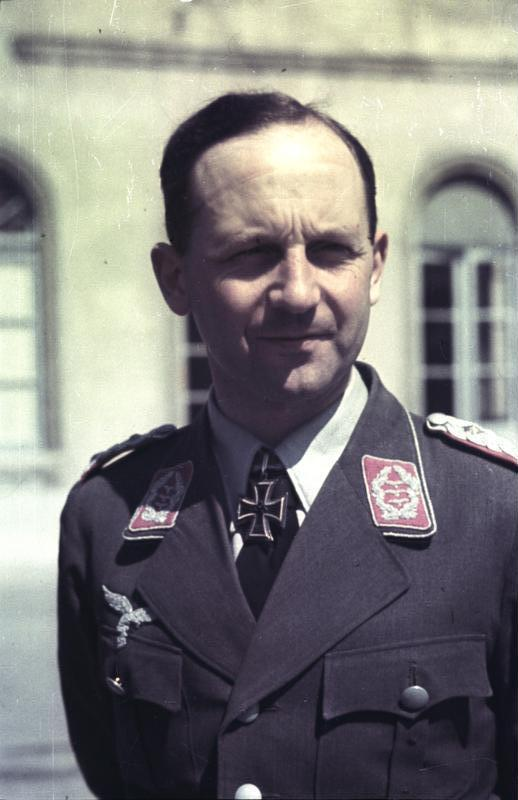
Oberst i.G. Heinz Trettner der deutschen Luftwaffe 1941/42

Für den Dienst in Generalkommandos, Generalstäben bis hin zu Kriegsministerien und Hauptquartieren wurden von Beginn an besonders qualifizierte Offiziere benötigt. So wurden bereits unter Karl V. zu Toledo und unter Wallenstein zu Beginn des 17. Jahrhunderts an Kriegsakademien entsprechend befähigte Offiziere ausgebildet.
Mit der Aufstellung von Massenheeren und der Herausbildung der Waffengattungen und Truppengattungen im 19. Jahrhundert wurden beispielsweise in Preußen, Bayern, Frankreich, Polen und Russland Offiziere in zwei- bis dreijährigen Generalstabslehrgängen unterrichtet und befähigt. Der Generalstabsausbildung gingen in der Regel die bis zu neun Monate bemessenen Offizierslehrgänge an einer Kriegsschule oder vergleichbaren militärischen Bildungseinrichtung voraus.
Die betreffenden Soldaten bedurften einer aufwendigen, truppengattungs- und teilstreitkraftübergreifenden Ausbildung. Die Auswahl ging oft bis zur Kadettenanstalt, Junkerschulen und Kriegsschule zurück, um die zeitgemäßen Erfordernisse der Streitkräfte in ihrer Gesamtheit zu verstehen. Zur Generalstabsausbildung wurden deshalb stets die vermeintlich besten Offiziere eines Jahrgangs ausgewählt.
Die Ausbildung zum Generalstabsoffizier war ab dann die grundlegende Voraussetzung für eine Verwendung als Generalstabsoffizier, den Einsatz in Spitzenverwendungen, bis hin zur Beförderung zum Oberst und der nachfolgenden Ernennung in den niedrigsten Generalsdienstgrad (Generalmajor oder Brigadegeneral).
Die Reichswehr, der eine Generalstabsausbildung verboten war, zog sich ihre Generalstabsoffiziere in der Führergehilfenausbildung heran. Ein besonders auffälliges Kennzeichen der Generalstabsoffiziere der Wehrmacht waren die vier Zentimeter breiten karmesinroten Streifen (Lampassen) auf den Uniformhosen.
In der gemeinsamen k.u.k. Armee trugen Generalstabsoffiziere als Kennzeichen eine besondere Uniform mit dunkelgrünem Rock, samtschwarzen Kragen und Ärmelaufschlägen, sowie tiefrote Paspelierung. Absolventen der Akademie des Generalstabs der Polnischen Streitkräfte und der Generalstabsakademie der UdSSR wurde hingegen ein spezielles Absolventenabzeichen verliehen.

## Bundesrepublik Deutschland
Generalstabsoffiziere werden in der Bundeswehr Offiziere im Generalstabsdienst (i. G.) genannt. Sie sind Offiziere, die auf einem Dienstposten für Stabsoffiziere, der als Generalstabsdienstposten ausgewiesen ist, verwendet werden und in der Regel eine Generalstabsausbildung durchlaufen haben.

## Österreich
Die Generalstabsausbildung des österreichischen Bundesheeres findet in Landesverteidigungsakademie zu Wien statt. Die Generalstabsoffiziere tragen zusätzlich zum Dienstgrad die Funktionsbezeichnung „des Generalstabsdienstes“, wie beispielsweise „Oberst des Generalstabsdienstes“ (kurz: Oberst dG/Kürzel: dG ohne Punktzeichen und ohne Leerzeichen).

## Schweiz
Die Generalstabsausbildung der Schweizer Armee findet an der Generalstabsschule zu Luzern statt. Die Generalstabsoffiziere tragen zusätzlich zum Dienstgrad die Funktionsbezeichnung „im Generalstab“, wie beispielsweise „Oberst im Generalstab“ (kurz: Oberst i Gst/Kürzel: i Gst mit Leerzeichen, aber ohne Punktzeichen).